# لس الن
لس الن (انگلیسی: Les Allen؛ زادهٔ ۴ سپتامبر ۱۹۳۷) بازیکن فوتبال اهل بریتانیا است.
از باشگاه‌هایی که در آن بازی کرده‌است می‌توان به باشگاه فوتبال چلسی، باشگاه فوتبال کویینز پارک رنجرز، و باشگاه فوتبال تاتنهام هاتسپر اشاره کرد.
وی همچنین در تیم ملی فوتبال زیر ۲۱ سال انگلستان بازی کرده‌است.